# Tabernaemontana bufalina
Tabernaemontana bufalina là một loài thực vật có hoa trong họ La bố ma. Loài này được Lour. miêu tả khoa học đầu tiên năm 1790.